# گنجشک درختی

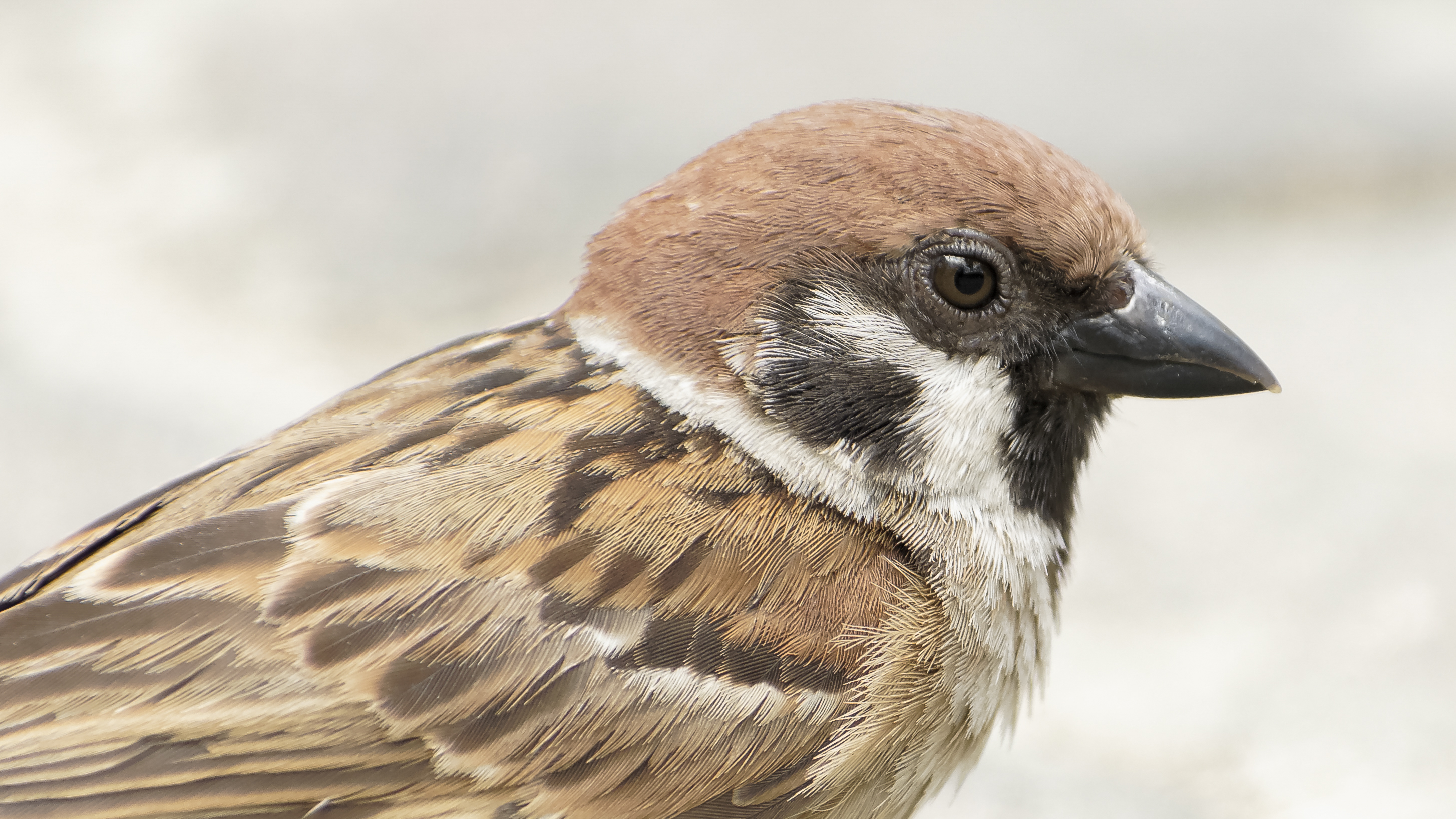
نگاره‌ای از نزدیک از یک گنجشک درختی در کوالا لامپور، مالزی.

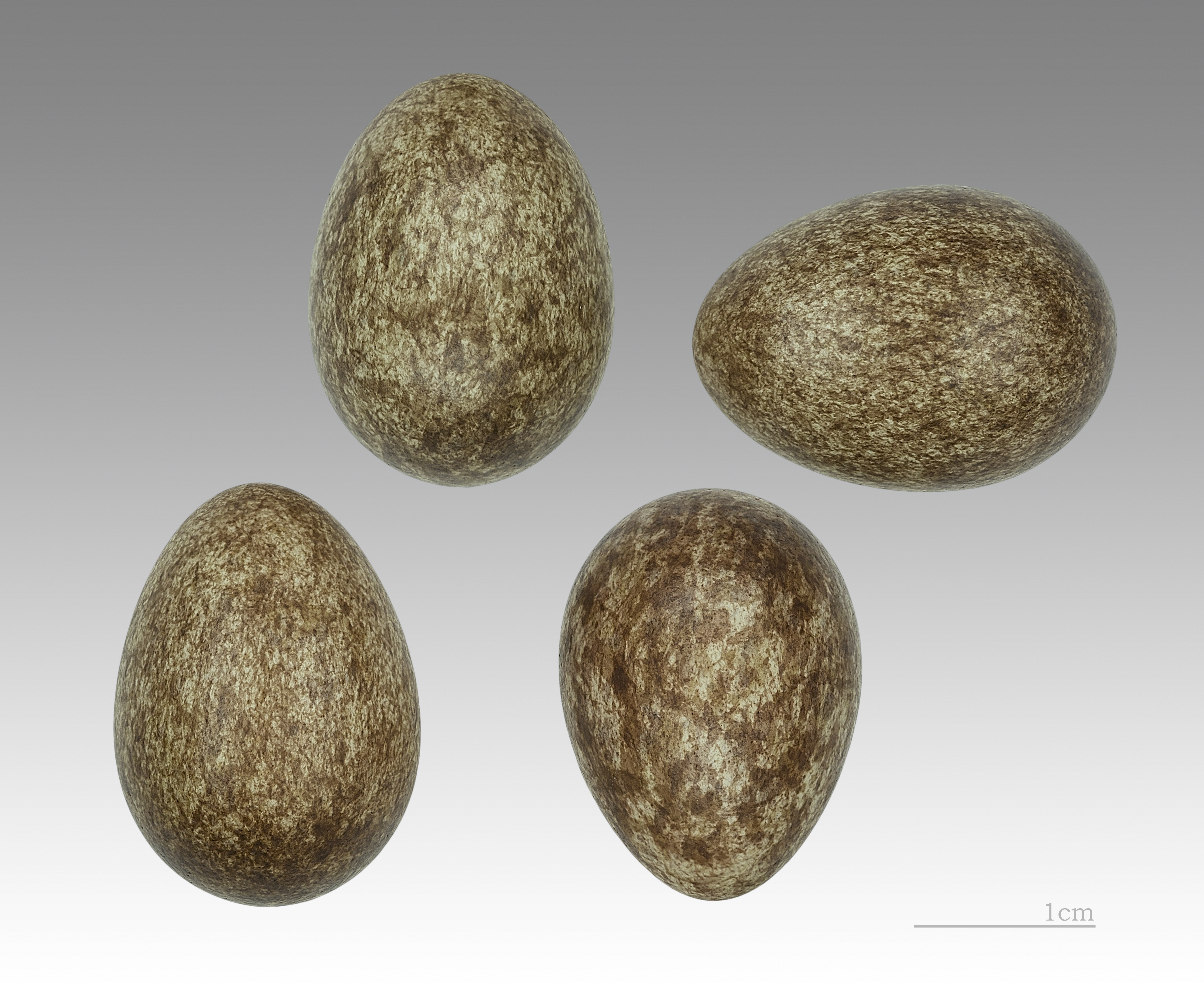
تخم گنجشک درختی

گنجشک درختی (Passer montanus) گونه‌ای گنجشک بومی بیشتر مناطق معتدل اورآسیا و جنوب شرق آسیا است که بر اثر فعالیت‌های انسانی به نقاط دیگر دنیا مانند ایالات متحده آمریکا نیز راه یافته‌است. این پرنده نیز همچون گنجشک خانگی معمولأ در نزدیکی محل سکونت انسان‌ها زندگی می‌کند ولی نسبت به گنجشک خانگی بیشتر به مناطق روستایی و حومهٔ شهرها علاقه دارد.
بارزترین تفاوت این گونه با خویشاوند نزدیکش گنجشک خانگی یک‌شکل بودن نر و ماده است. هر دو جنس گنجشک درختی به گنجشک خانگی نر شباهت دارند. گنجشک درختی همچنین با ۱۲٫۵–۱۴ سانتیمتر طول حدود ده درصد کوچکتر از گنجشک خانگی است.
با توجه به پراکندگی وسیع و جمعیت زیاد این گونه در سطح جهان خطری بقای آن را تهدید نمی‌کند. اما جمعیت آن‌ها در اروپای غربی کاهش شدیدی به خود دیده است که بیشتر مربوط به تغییر در روش‌های کشاورزی و افزایش استفاده از علف‌کشهاست.
گنجشک درختی بیشترین نوع گنجشک در کمپین چهار آفات بود.